# Хеллерстрём, Альберт
Альберт Хеллерстрём (швед. Albert Oskar Torvald Hellerström; 1881 — 1972) — шведский лютеранский религиозный деятель. Доктор теологии (1941).
В 1915—1930 гг. пастор шведской церкви в Лондоне, затем викарий в Дандерюде. В 1941 году защитил докторскую диссертацию в Лундском университете. Специалист преимущественно в области литургики. Опубликовал также лекции о П. Д. А. Аттербуме и Вернере фон Хейденстаме (1918), ряд трудов по истории церковного пения. Совместно с Германом Пальмом, Оскаром Сандбергом и Харальдом Фрюклёфом редактировал двухтомное собрание хоралов Musica sacra (1915).